# شاه قیس
مقبره امامزاده شاه قیس در خیابان قصردشت شیراز واقع است. در مورد شخصیت این امامزاده اطلاعات زیادی در دسترس نیست. 
آنگونه که مجاوران این امامزاده ادعا دارند، نسب او از پدر به حسن مجتبی و از مادر به رضا می‌رسد. 
البته برخی معتقدند که او امامزاده نبوده بلکه یک شخصیت معنوی یا یکی از عرفای زمان خود بوده .
در کنار مزار مسجد و حوزه علمیه رضویه شیراز قرار دارد. آرامگاه او زیارتگاه مردم محلی و روز زیارتی  شنبه‌ها غروب است.